# Le Gibet
Le Gibet est le titre d'un poème d'Aloysius Bertrand, tiré de Gaspard de la nuit (1842), un des premiers chefs-d'œuvre de la poésie en prose.
L'œuvre a notamment inspiré Maurice Ravel, qui lui a consacré le poème musical Gaspard de la nuit (1908)